# قطعنامه ۹۵۷ شورای امنیت
قطعنامه ۹۵۷ شورای امنیت سازمان ملل متحد که در تاریخ ۱۵ نوامبر ۱۹۹۴ تصویب شد، سندی بین‌المللی دربارهٔ موزامبیک است. این قطعنامه طی نشست ۳۴۵۸ام با ۱۵ رای موافق، ۰ مخالف و ۰ ممتنع تصویب شد.